# Kyrillos V av Alexandria
Kyrillos V av Alexandria, född John Youhanna 11 januari 1831 i Beni Suef, Khedivatet Egypten, död 7 augusti 1927, var koptisk-ortodox påve och patriark av Alexandria från 1874 till sin död. Han är den påve och patriark av Alexandria som suttit längst. 
Youhanna installerades som patriark 1 november 1874 efter att ha blivit vald av generalkongregationens råd (Elmagles Elmelly Ela'am), med säte i Markuskyrkan i Azbakeya i Kairo under hela hans påvetid. Innan han installerades som patriark, tjänstgjorde han som abbot i Al Baramous-klostret i Nitrianöknen.